# Jacinto Benavente
Jacinto Benavente y Martínez (Galapagar, 12 agosto 1866 – Galapagar, 14 luglio 1954) è stato un drammaturgo spagnolo.

## Biografia
Figlio di un pediatra appassionato di letteratura, che formò nella sua abitazione un prestigioso salotto culturale, nel quale si riunirono personaggi quali José Echegaray, Benavente studiò legge, ma quando suo padre morì e lo lasciò con una buona eredità, abbandonò gli studi e viaggiò in Francia, Inghilterra e Russia. Al suo ritorno in Spagna collaborò alle riviste Revista Contemporánea, El Arte del Teatro, La Lectura, oltreché a numerosi giornali, e soprattutto intraprese una felice attività teatrale.
Autore di poemi scritti in serie, raggiunse la fama con gli epistolari femminili Cartas de mujeres (Lettere di donne, 1892-1893), a cui seguì una seconda serie nel 1902. Queste lettere diedero a Benavente una reputazione di scrittore brillante dallo stile impeccabile.

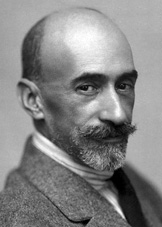
Jacinto Benavente

Esponente della Generazione del '98 Benavente, però, è noto soprattutto come drammaturgo. Infatti fu autore di drammi e commedie sin dalla giovane età. Il suo esordio avvenne nel 1892 con l'ambizioso progetto intitolato Teatro fantástico
(Il fantastico teatro, 1892-1893), ispirato dal mondo delle fiabe. Due anni dopo mise in scena El nido ajeno (Il nido altrui, 1894), dramma familiare, che ottenne una buona accoglienza sia da parte della critica che del pubblico, nonostante segnasse una rottura con la tradizione teatrale spagnola del suo tempo, legata ad un verismo ferreo, alla quale Benavente contrappose un'opera di approfondimento psicologico permeata di "tinte" crepuscolari.
Con Gente conocida (Gente distinta, 1896), un'opera intrisa di una brillante satira sociale sulle classi dominanti,
Benavente presentò tutti e tre i caratteri fondamentali della sua arte: l'ironia, la fantasia simbolista e la morale sui pregi e difetti dell'essere umano.
Nella Noche del sábado (La notte del sabato, 1903), immersa in una atmosfera decadente, la protagonista è una cortigiana coinvolta in incontri galanti con ricchi e poveri; in Los ojos de los muertos (1906), l'autore manifestò l'ossessione cupa e oscura del volto dell'assassino; in Los intereses creados (Gli interessi creati, 1907) prevalse il gusto della commedia dell'arte italiana nel rappresentare vizi e virtù del genere umano.
Nel 1903 Benavente incontrò María Guerrero, ossia l'artista che meglio di tutti interpretò i suoi drammi.
Dal 1908 si dedicò ai drammi rurali con il ciclo comprendente Señora ama (Signora padrona, 1908) e La malquerida (La mal-amata, 1913), due lavori di approfondimento psicologico riguardante le donne, la famiglia e l'ambiente contadino; in seguito l'autore, per un decennio circa, scrisse opere moraliste e dottrinali, come El collar de estrellas (La collana di stelle, 1915).

Benavente dedicò una parte della sua creatività al teatro per l'infanzia e lui stesso spiegò i motivi e gli scopi di questa sua scelta:
(J. Benavente, Annotazioni)
Affrontò praticamente tutti i generi teatrali, da quello sentimentale a quello dell'infanzia, dalle commedie fantastico-simboliche al dramma rurale ed alla satira sociale, così come numerosi furono i temi e le situazioni delle sue opere. Il suo teatro si caratterizzò per un pregevole uso della lingua, dei dialoghi, della scena e della trama. Le centossessanta opere teatrali di Benavente ci forniscono una descrizione profonda ed ironica, del mondo della borghesia madrilena, a cavallo dell'Ottocento e del Novecento. Benavente si mise in luce per la sua versatilità che gli consentì sia di ricercare influenze dalle correnti teatrali europee sia di sviluppare il teatro tradizionale spagnolo.
Nominato membro della Reale Accademia di Spagna nel 1912, vinse il premio Nobel per la letteratura nel 1922 con la motivazione: "Per la maniera felice con cui ha continuato l'illustre tradizione del dramma spagnolo".
Nel 1918 partecipò attivamente alla vita politica spagnola nel partito conservatore guidato da Antonio Maura.
Fu uno degli intellettuali favorevoli al regime Franchista. Fu presidente onorario dell'Associazione degli scrittori e degli artisti spagnoli durante il periodo dal 1948 al 1954.

## Opere
- Comedia italiana;
- El criado de don Juan;
- La senda del amor;
- La blancura de Pierrot;
- Cuento de primavera;
- Amor de artista;
- Modernismo;
- El encanto de una hora (1892);
- Teatro fantástico (1892);
- Vilanos (1893);
- Versos (1893);
- Cartas de mujeres (1893);
- El nido ajeno (1894, prima rappresentazione a Madrid, 13 febbraio 1897);
- Gente conocida (1896, prima rappresentazione a Madrid, 21 ottobre 1896);
- El marido de la Téllez (1897, prima rappresentazione a Madrid, 13 febbraio 1897);
- De alivio (1897, prima rappresentazione a Madrid, 27 febbraio 1897);
- Don Juan (1897);
- La farándula (1897, prima rappresentazione a Madrid, 30 novembre 1898);
- Figulinas (1898);
- La comida de las fieras (1898, prima rappresentazione a Madrid, 7 novembre 1898);
- Teatro feminista (1898, prima rappresentazione a Madrid, 28 dicembre 1898);
- Operación quirúrgica (1899, prima rappresentazione a Madrid, 4 maggio 1899);
- Despedida cruel (1899, prima rappresentazione a Madrid, 7 dicembre 1899);
- La gata de ángora (1900, prima rappresentazione a Madrid, 31 marzo 1900);
- Viaje de instrucción (1900, prima rappresentazione a Madrid, 6 aprile 1900);
- Por la herida (1900, prima rappresentazione a Barcellona, 15 luglio 1900);
- Modas (1901, prima rappresentazione a Madrid, 18 gennaio 1901);
- La gobernadora (1901, prima rappresentazione a Madrid, 8 ottobre 1901);
- Sin querer (1901, prima rappresentazione a Madrid, 3 marzo 1901);
- Sacrificios (1901, prima rappresentazione a Barcellona, 19 luglio 1901);
- Lo cursi (1901, prima rappresentazione a Madrid, 19 gennaio 1901);
- El primo román (1901, prima rappresentazione a Saragozza, 12 novembre 1901);
- Amor de amor (1902, prima rappresentazione a Madrid, 24 febbraio 1902);
- En tren de los maridos (1902, prima rappresentazione a Madrid, 18 aprile 1902);
- Alma triunfante (1902, prima rappresentazione a Madrid, 2 dicembre 1902);
- El automóvil (1902, prima rappresentazione a Madrid, 19 dicembre 1902);
- La noche del sábado (1903, prima rappresentazione a Madrid, 17 marzo 1903);
- El hombrecito (1903, prima rappresentazione a Madrid, 23 marzo 1903);
- Los favoritos (1903);
- Por que se ama (1903, prima rappresentazione a Madrid, 26 ottobre 1903);
- Al natural (1903, prima rappresentazione a Madrid, 20 novembre 1903);
- La casa de la dicha (1903, prima rappresentazione a Barcellona, 9 dicembre 1903);
- No fumadores (1904, prima rappresentazione a Madrid, 3 marzo 1904);
- El dragón de fuego (1904, prima rappresentazione a Madrid, 26 marzo 1904);
- Los malhechores de bien (1905, prima rappresentazione a Madrid, 1º dicembre 1905);
- Rosas de verano (1905);
- Rosas de otoño (1905, prima rappresentazione a Madrid, 13 aprile 1905);
- Manon Lescaut (1905);
- El susto de la condesa (1905, prima rappresentazione a Madrid, 18 luglio 1905);
- Cuento inmoral (1905, prima rappresentazione a Barcellona, 22 luglio 1905);
- La sobresalienta (1905, prima rappresentazione a Madrid, 23 dicembre 1905);
- Las cigarras hormigas (1905, prima rappresentazione a Madrid, 24 dicembre 1905);
- La princesa bebé (1906, prima rappresentazione a Madrid, 31 marzo 1906);
- Más fuerte que el amor (1906, prima rappresentazione a Madrid, 22 febbraio 1906);
- El amor asusta (1907, prima rappresentazione a Madrid, 10 gennaio 1907);
- Los búhos (1907, prima rappresentazione a Madrid, 8 febbraio 1907);
- Los intereses creados (1907, prima rappresentazione a Madrid, 9 dicembre 1907);
- Abuela y nieta (1907, prima rappresentazione a Madrid, 21 febbraio 1907);
- La copa encantada (1907);
- La princesa sin corazón (1907);
- Todos somos unos (1907, prima rappresentazione a Madrid, 21 settembre 1907);
- La historia de Otelo (1907, prima rappresentazione a Madrid, 11 ottobre 1907);
- Los ojos de los muertos (1907, prima rappresentazione a Madrid, 7 novembre 1907);
- Señora ama (1908, prima rappresentazione a Madrid, 22 febbraio 1908);
- La sonrisa de Gioconda (1908);
- La fuerza bruta (1908, prima rappresentazione a Madrid, 10 novembre 1908);
- El marido de su viuda (1908, prima rappresentazione a Madrid, 19 ottobre 1908);
- De pequeñas causas (1908, prima rappresentazione a Madrid, 14 marzo 1908);
- Hacia la verdad (1908, prima rappresentazione a Madrid, 23 dicembre 1908);
- Ganarse la vida (1909, prima rappresentazione a Madrid, 20 dicembre 1909);
- El último minué (1909, prima rappresentazione a Madrid, 23 ottobre 1909);
- La escuela de las princesas (1909, prima rappresentazione a Madrid, 14 ottobre 1909);
- El príncipe que todo lo aprendió en los libros (1909, prima rappresentazione a Madrid, 20 dicembre 1909);
- Por las nubes (1909, prima rappresentazione a Madrid, 20 gennaio 1909);
- De cerca (1909, prima rappresentazione a Madrid, 10 aprile 1909);
- ¡A ver qué hace un hombre! (1909);
- La señorita se aburre (1909);
- El nietecito (1910);
- Caridad (1911, prima rappresentazione a Madrid, 3 febbraio 1911);
- El criado de Don Juan (1911, prima rappresentazione a Madrid, 29 marzo 1911);
- La losa de los sueños (1911, prima rappresentazione a Madrid, 9 novembre 1911);
- La malquerida (1913, prima rappresentazione a Madrid, 12 dicembre 1913);
- El collar de estrellas (1915, prima rappresentazione a Madrid, 4 marzo 1915);
- La verdad (1915);
- La propia estimación (1915, prima rappresentazione a Madrid, 22 dicembre 1915);
- La ciudad alegre y confiada (1916, prima rappresentazione a Madrid, 18 maggio 1916);
- Campo de armiño (1916, prima rappresentazione a Madrid, 14 febbraio 1916);
- El mal que nos hacen (1917, prima rappresentazione a Madrid, 23 marzo 1917);
- Los cachorros (1918, prima rappresentazione a Madrid, 8 marzo 1918);
- La mefistófela (1918, prima rappresentazione a Madrid, 19 aprile 1918);
- La Inmaculada de los Dolores (1918, prima rappresentazione a Madrid, 30 aprile 1918);
- La ley de los hijos (1918, prima rappresentazione a Madrid, 23 dicembre 1918);
- Por ser con todos leal, ser para todos traidor (1919, prima rappresentazione a Madrid, 5 marzo 1919);
- La vestal de Occidente (1919, prima rappresentazione a Madrid, 29 marzo 1919);
- El audad (1919);
- La honra de los hombres (1919, prima rappresentazione a Madrid, 2 maggio 1919);
- La Cenicienta (1919, prima rappresentazione a Madrid, 20 dicembre 1919);
- Y va de cuento (1919);
- La fuerza bruta (1919);
- Una señora (1920, prima rappresentazione a Madrid, 2 gennaio 1920);
- Una pobre mujer (1920, prima rappresentazione a Madrid, 3 aprile 1920);
- Más allá de la muerte (1922, prima rappresentazione a Buenos Aires, 3 agosto 1922);
- Por que se quitó Juan de la bebida (1922, prima rappresentazione a Montevideo, 30 agosto 1922);
- Lecciones de buen amor (1924, prima rappresentazione a Madrid, 2 aprile 1924);
- Un par de botas (1924, prima rappresentazione a Madrid, 25 maggio 1924);
- Alfilerazos (1924, prima rappresentazione a Buenos Aires, 18 giugno 1924);
- La otra honra (1924, prima rappresentazione a Madrid, 19 settembre 1924);
- La virtud sospechosa (1924, prima rappresentazione a Madrid, 20 ottobre 1924);
- Nadie sabe lo que quiere, o el bailarín y el trabajador (1925, prima rappresentazione a Madrid, 14 marzo 1925);
- ¡Si creerás tú que es por mi gusto! (1925);
- El suicidio de Lucerito (1925, prima rappresentazione a Madrid, 17 luglio 1925);
- Los nuevos yernos (1925, prima rappresentazione a Madrid, 2 ottobre 1925);
- La mariposa que voló sobre el mar (1926, prima rappresentazione a Madrid, 22 dicembre 1926);
- La noche iluminada (1927, prima rappresentazione a Madrid, 22 dicembre 1927);
- El hijo de polichinela (1927, prima rappresentazione a Madrid, 16 aprile 1927);
- A las puertas del cielo (1927);
- El demonio fue antes ángel (1928, prima rappresentazione a Madrid, 18 febbraio 1928);
- Pepa Doncel (1928, prima rappresentazione a Madrid, 21 novembre 1928);
- Para el cielo y los altares (1928, prima rappresentazione a Madrid, 30 novembre 1929);
- ¡No quiero, no quiero! (1928, prima rappresentazione a Madrid, 10 marzo 1928);
- Vidas cruzadas (1929, prima rappresentazione a Madrid, 30 agosto 1929);
- Los amigos del hombre (1930, prima rappresentazione a Madrid, 27 ottobre 1930);
- Los andrajos de la púrpura (1930, prima rappresentazione a Madrid, 6 novembre 1930);
- De muy buena familia (1931, prima rappresentazione a Madrid, 11 marzo 1931);
- Literatura (1931, prima rappresentazione a Madrid, 4 aprile 1931);
- La melodía del jazz-band (1931, prima rappresentazione a Madrid, 30 ottobre 1931);
- Cuando los hijos de Eva no son los hijos de Adán (1931, prima rappresentazione a Madrid, 5 novembre 1931);
- La moral del divorcio (1932, prima rappresentazione a Madrid, 4 novembre 1932);
- Santa Rusia (1932, prima rappresentazione a Madrid, 6 ottobre 1932);
- La duquesa gitana (1932, prima rappresentazione a Madrid, 28 ottobre 1932);
- Le verdad inventada (1933, prima rappresentazione a Madrid, 27 ottobre 1933);
- El rival de su mujer (1933);
- La novia de nieve (1934, prima rappresentazione a Madrid, 29 novembre 1934);
- El pan comido en la mano (1934, prima rappresentazione a Madrid, 12 gennaio 1934);
- Ni al amor ni al mar (1934, prima rappresentazione a Madrid, 19 gennaio 1934);
- Memorias de un madrileño (1934, prima rappresentazione a Madrid, 8 novembre 1934);
- No juguéis con esas cosas (1935, prima rappresentazione a Madrid, 18 gennaio 1935);
- Cualquiera lo sabe (1935, prima rappresentazione a Madrid, 13 febbraio 1935);
- Lo increíble (1940, prima rappresentazione a Madrid, 25 ottobre 1940);
- Aves y pájaros (1940, prima rappresentazione a Madrid, 30 ottobre 1940);
- Abuelo y nieto (1941, prima rappresentazione a San Sebastián, 29 agosto 1941);
- Y amargaba (1941, prima rappresentazione a Madrid, 19 novembre 1941);
- La última carta (1941, prima rappresentazione a Madrid, 9 dicembre 1941);
- La honradez de la cerradura (1942);
- La culpa es tuya (1942, prima rappresentazione a Madrid, 17 settembre 1942);
- Al fin, mujer (1942, prima rappresentazione a San Sebastián, 13 settembre 1942);
- ¡Hija del alma! (1942, prima rappresentazione a Madrid, 21 settembre 1942);
- La enlutada (1943, prima rappresentazione a Saragozza, 16 ottobre 1943);
- El demonio del teatro (1943, prima rappresentazione a Madrid, 28 ottobre 1943);
- Don margin él de las magias (1944);
- Los niños perdidos en la selva (1944);
- Espejo de grandes (1944);
- Nieve en mayo (1945, prima rappresentazione a Madrid, 19 gennaio 1945);
- La infanzona (1945, prima rappresentazione a Buenos Aires, 6 dicembre 1945);
- La ciudad doliente (1945, prima rappresentazione a Madrid, 14 aprile 1945);
- Titania (1945, prima rappresentazione a Buenos Aires, 25 settembre 1945);
- Al servicio de su majestad imperial (1947);
- Abdicación (1948, prima rappresentazione a Madrid, 27 marzo 1948);
- Divorcio de almas (1948, prima rappresentazione a Madrid, 30 settembre 1948);
- Adoración (1948, prima rappresentazione a Madrid, 3 dicembre 1948);
- Al amor hay que mandarlo al colegio (1950, prima rappresentazione a Madrid, 29 settembre 1950);
- Su amante esposa (1950, prima rappresentazione a Madrid, 20 ottobre 1950);
- Tú una vez y el diablo diez (1950, prima rappresentazione a Valladolid, 23 ottobre 1950);
- Máter Imperátrix (1950, prima rappresentazione a Barcellona, 29 novembre 1950);
- La vida en verso (1951, prima rappresentazione a Madrid, 9 novembre 1951);
- Ha llegado Don Juan (1952, prima rappresentazione a Barcellona, 20 aprile 1952);
- El lebrel del cielo (1953);
- El alfiler en la boca (1953, prima rappresentazione a Madrid, 13 febbraio 1953);
- Servir (1953, prima rappresentazione a Madrid, 22 gennaio 1953);
- Almas prisioneras (1953, prima rappresentazione a Madrid, 26 febbraio 1953);
- Caperucita asusta al lobo (1953, prima rappresentazione a Madrid, 23 settembre 1953);
- Hijos padres de sus padres (1954, prima rappresentazione a Madrid, 11 febbraio 1954);
- El marido de bronce (1954, prima rappresentazione a Madrid, 23 aprile 1954).